# Хуліо Сезар Галофре
Хуліо Сезар Галофре (ісп. Julio Galofre, 27 липня 1987) — колумбійський плавець.
Учасник Олімпійських Ігор 2008 року.
Переможець Південнамериканських ігор 2006 року, призер 2010, 2014 років.